# Lhota (Mladošovice)
Lhota je rozlehlá vesnice, čast obce Mladošovice v okrese České Budějovice v Jihočeském kraji, do roku 1960 hustě obydlená. Leží však mimo hlavní silniční trasy, a tak v šedesátých letech nastal silný odchod lidí do měst a vesnice postupně dostala rekreační charakter. V roce 2011 zde trvale žilo 94 obyvatel. Ve vesnici jsou převážně rekreační chalupy, v její těsné blízkosti jsou rekreační chaty.
Zemědělským obhospodařováním pozemků se zabývá jedna velká společnost a dva menší zemědělské závody. Rybníky obhospodařuje rybářská společnost z Třeboně. Nezemědělskou činnost reprezentují dva hostince

## Historie
První písemná zmínka o vesnici pochází z roku 1371.

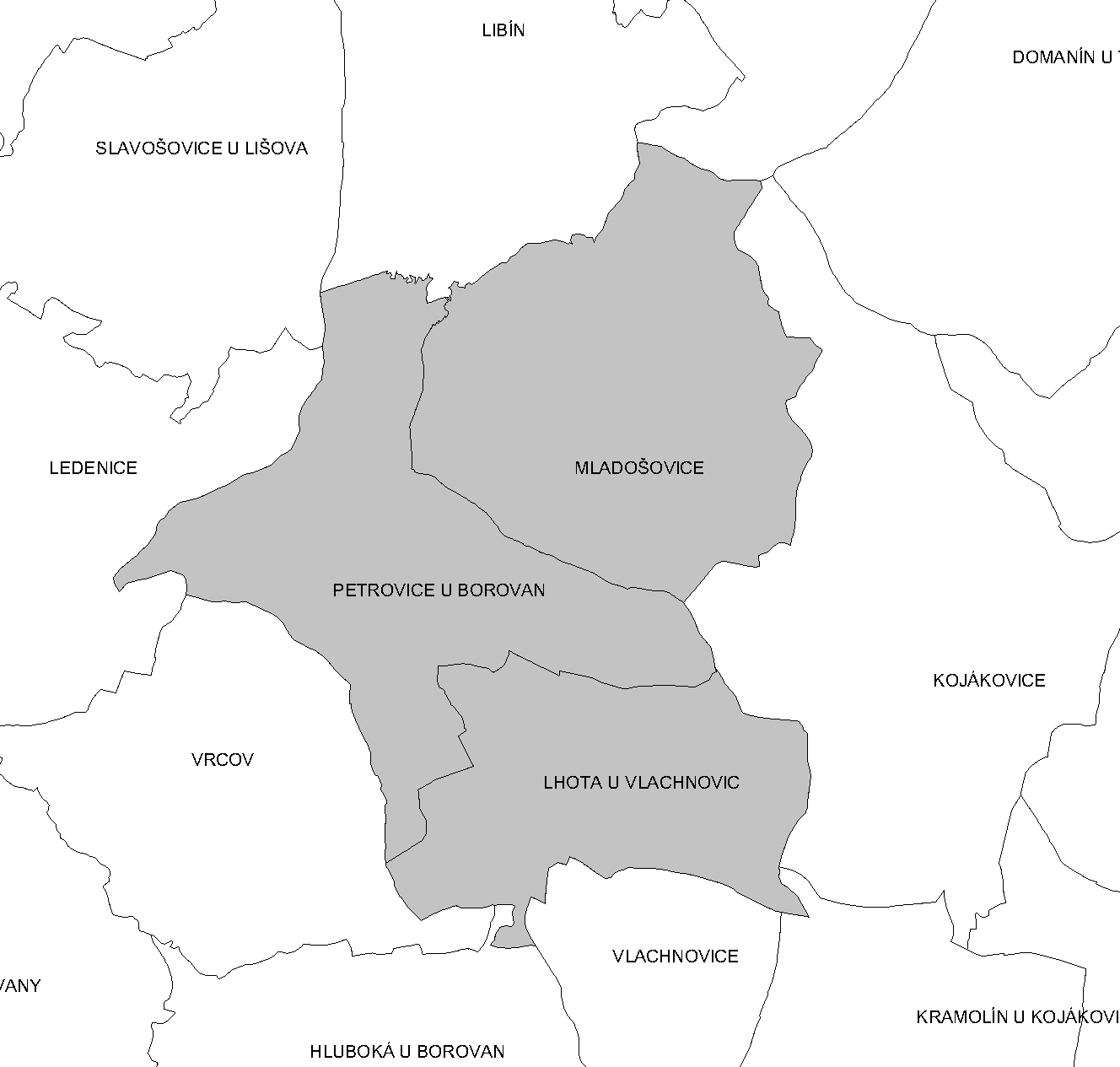
Katastrální území Mladošovic

Tak jako všechny vesnice ležící poblíž Třeboně i Lhota nejdříve patřila k třeboňskému panství pánů z Rožmberka, později se dostala k augustiniánskému klášteru v Borovanech, ale po zrušení kláštera opět patřila k třeboňskému panství, které patřilo knížeti Schwarzenberkovi. Už ve středověku zde byla objevena méně kvalitní železná ruda, jejíž těžba ve velkém začala až v 19. století. V té době sem přišlo a postavilo domky mnoho havířů z Čech i z ciziny, kteří po zrušení dolů dojížděli za prací až do horního Štýrska, hlavně do Eisenerzu . V roce 1900 zde byla založena jednotřídní škola. Obcí procházela stará spojovací cesta zvaná Cikánka z Rakouska k Českým Budějovicím ke Zlaté stezce. Do roku 1948 patřila obec do okresu Třeboň, do roku 1960 do okresu Trhové Sviny, od té doby je v okrese České Budějovice.

## Obyvatelstvo
| Rok            | 1869 | 1880 | 1890 | 1900 | 1910 | 1921 | 1930 | 1950 | 1961 | 1970 | 1980 | 1991 | 2001 | 2011 | 2021 |
| -------------- | ---- | ---- | ---- | ---- | ---- | ---- | ---- | ---- | ---- | ---- | ---- | ---- | ---- | ---- | ---- |
| Počet obyvatel | 271  | 287  | 271  | 257  | 298  | 270  | 254  | 206  | 182  | 135  | 79   | 60   | 42   | 94   | 127  |
| Počet domů     | 44   | 49   | 48   | 47   | 50   | 51   | 52   | 57   | 56   | 50   | 34   | 53   | 52   | 67   | 67   |

## Obecní správa
Při sčítání lidu v letech 1850–1868 Lhota byla samostatnou obcí v okrese Třeboň. V letech 1868–1873 byla osadou obce Petrovice, ale v letech 1873–1952 byla uváděna znovu jako obec v okrese Třeboň. Od 1. ledna 1953 do 31. prosince 1975 byla osadou obce Vlachnovice, se kterým patřila nejprve do okresu Trhové Sviny, ale od roku 1960 v okrese České Budějovice. Od 1. ledna 1976 je částí obce Mladošovice v okrese České Budějovice. V letech 1850–1868 a v letech 1873–1921 k obci patřily Vlachnovice.

## Zajímavosti
Lhota je jedním příkladem jihočeské vesnické zástavby: Jednotlivé usedlosti byly řídce rozestavěné okolo rozlehlé návsi s rybníkem a kaplí. Mnohé domy si uchovaly znaky jihočeského baroka.
Ve Lhotě si postavil vilu Jan Kojan, jihočeský malíř, jenž šeď povýšil na barvu. Kvůli němu Lhotu navštívil spisovatel Ladislav Stehlík a byl překvapen originálními názvy zdejších rybníků, které pocházejí od jmen zdejších usedlíků: Bečkovák, Vinckovák, Herdovák, Leštinovák, Hubáčkovák, Vlachnovák.

## Osobnosti
- Jan Kojan, akademický malíř, žil zde a v roce 1951 zde zemřel.
- František Řežab, jenž se zasloužil o rozvoj obce - zemřel zde v roce 1935 ve věku 100 let.